# Сапанів
Сапані́в — село в Україні, у Кременецькій міській громаді Кременецького району Тернопільської області. Розташоване на річці Іква, на півночі району. До 2020 було центром сільської ради. До Сапанова приєднано хутори Борочок, Жиравка і Сапанівська Хотівка.
Населення — 1315 осіб.

## Історія
Поблизу села виявлено археологічні пам'ятки доби мезоліту  (дюни у південно-західній частині села) і неоліту, тшинецько-комарівської культури (знаряддя праці, зброю, прикраси з кременю, каменю, кістки та бронзи).
Перша писемна згадка — 1545. Належало до Кременецького староства, було відоме млином на Ікві. 
У переліку замкових сіл та людей при Кременецькому замку (дані за люстраціями 1542, 1545, 1552 рр): Сапанів (людей дворищ 21, димів 22, огородників 10);
Після третього поділу Речі Посполитої належало Волинській гімназії (Кременецькому ліцею), після закриття якої 1833 року — університетові Святого Володимира у Києві.
Під час Першої світової війни перебувало на лінії фронту, було спалене. Діяли «Просвіта» та інші товариства, кооперативи.
12 червня 2020 року, відповідно до розпорядження Кабінету Міністрів України № 724-р «Про визначення адміністративних центрів та затвердження територій територіальних громад Тернопільської області», увійшло до складу Кременецької міської громади.
19 липня 2020 року, в результаті адміністративно-територіальної реформи та ліквідації Кременецького (1940-2020) району, село увійшло до складу новоутвореного Кременецького району.

## Релігія
Є церква Покрови Божої Матері (1993 року, мурована). Давніша церква того ж імені в селі згадується у джерелах XVIII століття, як вже існуюча.

## Пам'ятки
Споруджено пам'ятник радянським воїнам-односельцям, полеглим у Німецько-радянській війні (1975), встановлено пам'ятний хрест на честь закінчення Першої світової війни.

## Соціальна сфера
Працюють Сапанівська гімназія 1-2 ступенів, будинок культури, бібліотека, амбулаторія, відділення зв'язку, торговельні заклади.

## Населення
За даними перепису населення 2001 року мовний склад населення села був таким:
| Мова       | Число ос. | Відсоток |
| ---------- | --------- | -------- |
| українська |           | 99,52    |
| російська  |           | 0,36     |
| білоруська |           | 0,06     |

## Відомі люди

### Народилися
- Юрій Красевич — релігійний діяч, публіцист;
- Василь Плисюк — доктор історичних наук, професор, завідувач кафедри українознавства Львівського аграрного університету;
- Володимир Мазурчук — педагог, письменник.

## Галерея

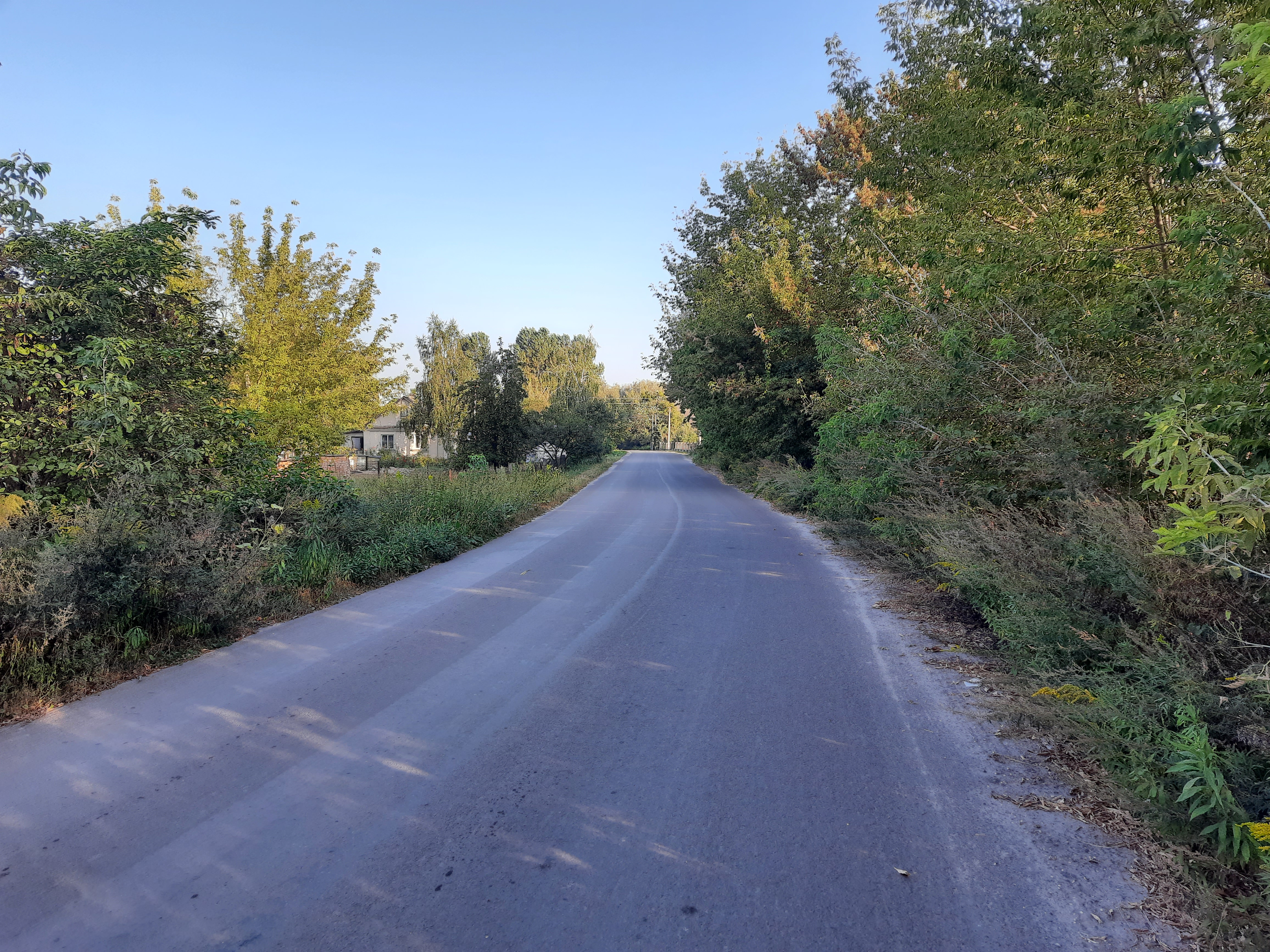
В'їзд у село
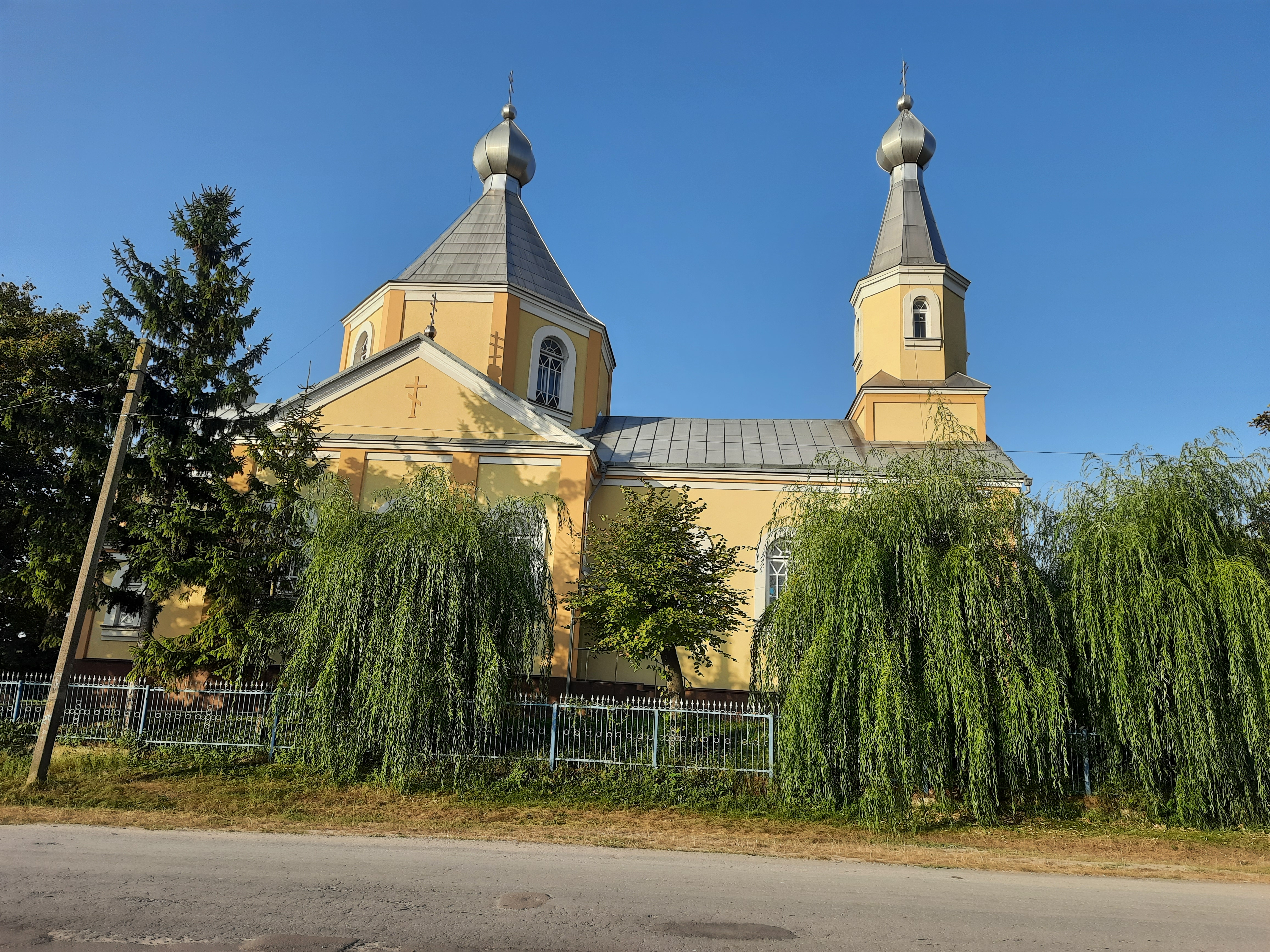
Церква Покрови Пресвятої Богородиці
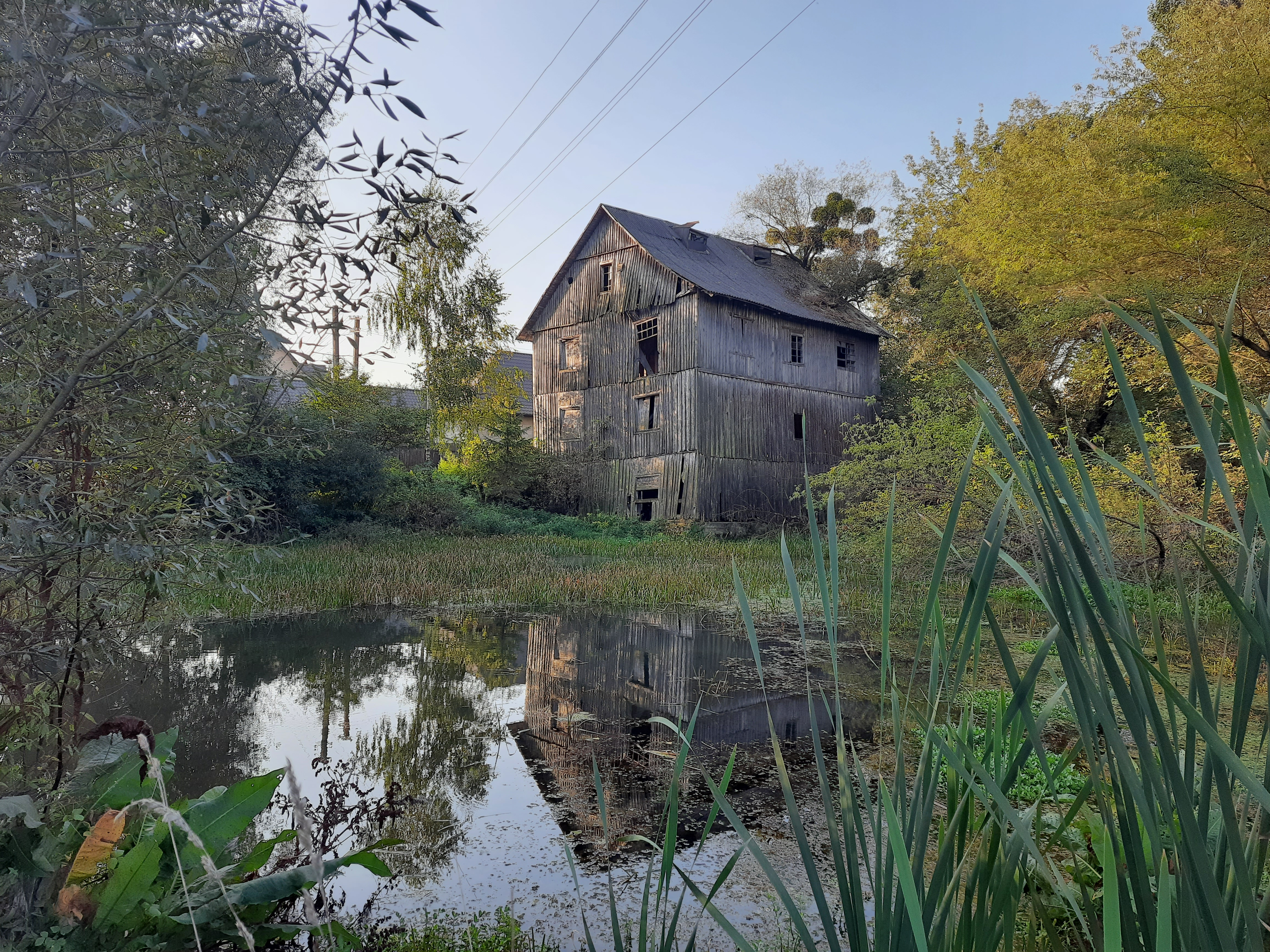
Старий дерев'яний млин
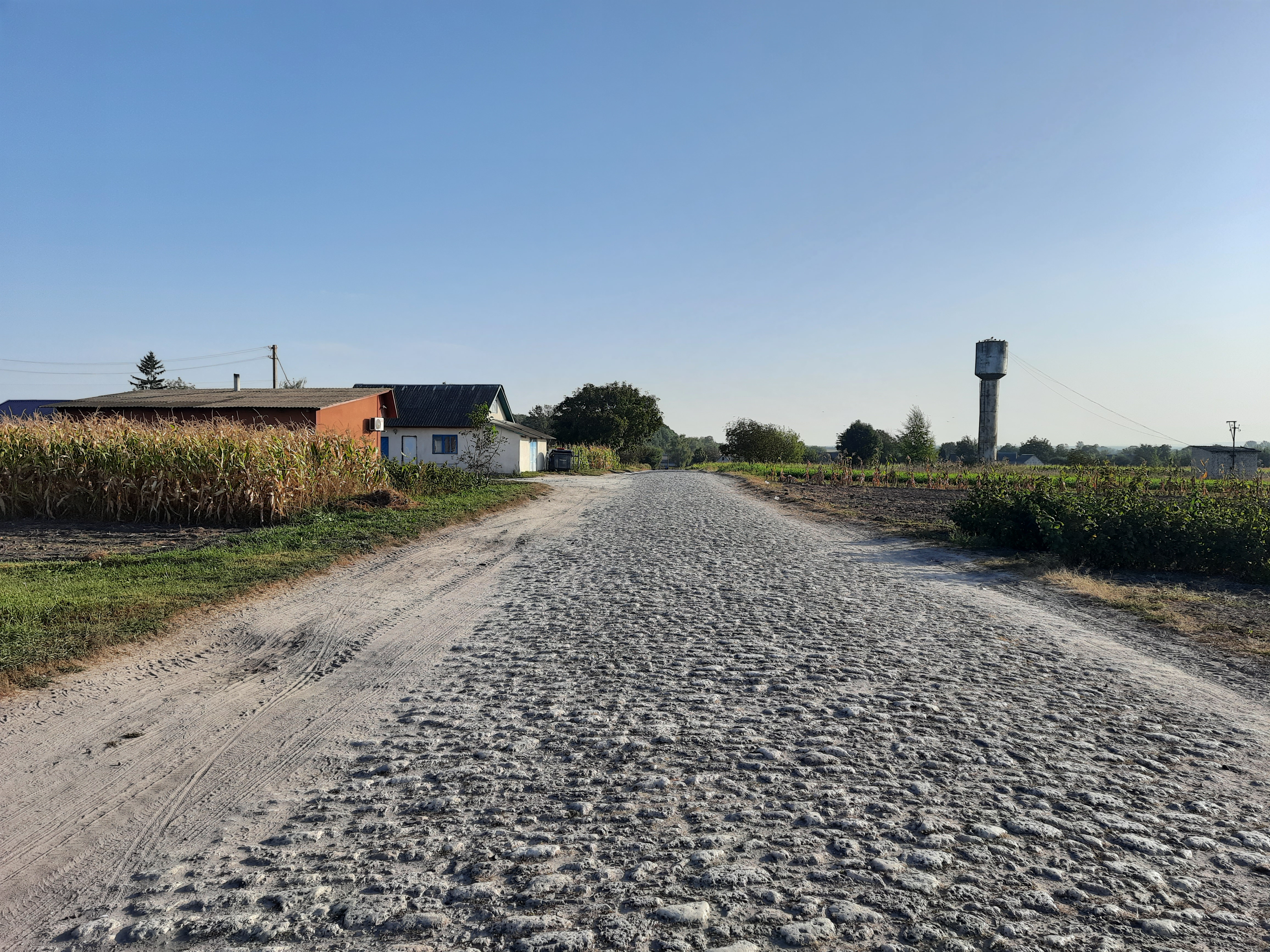
Сільський пейзаж
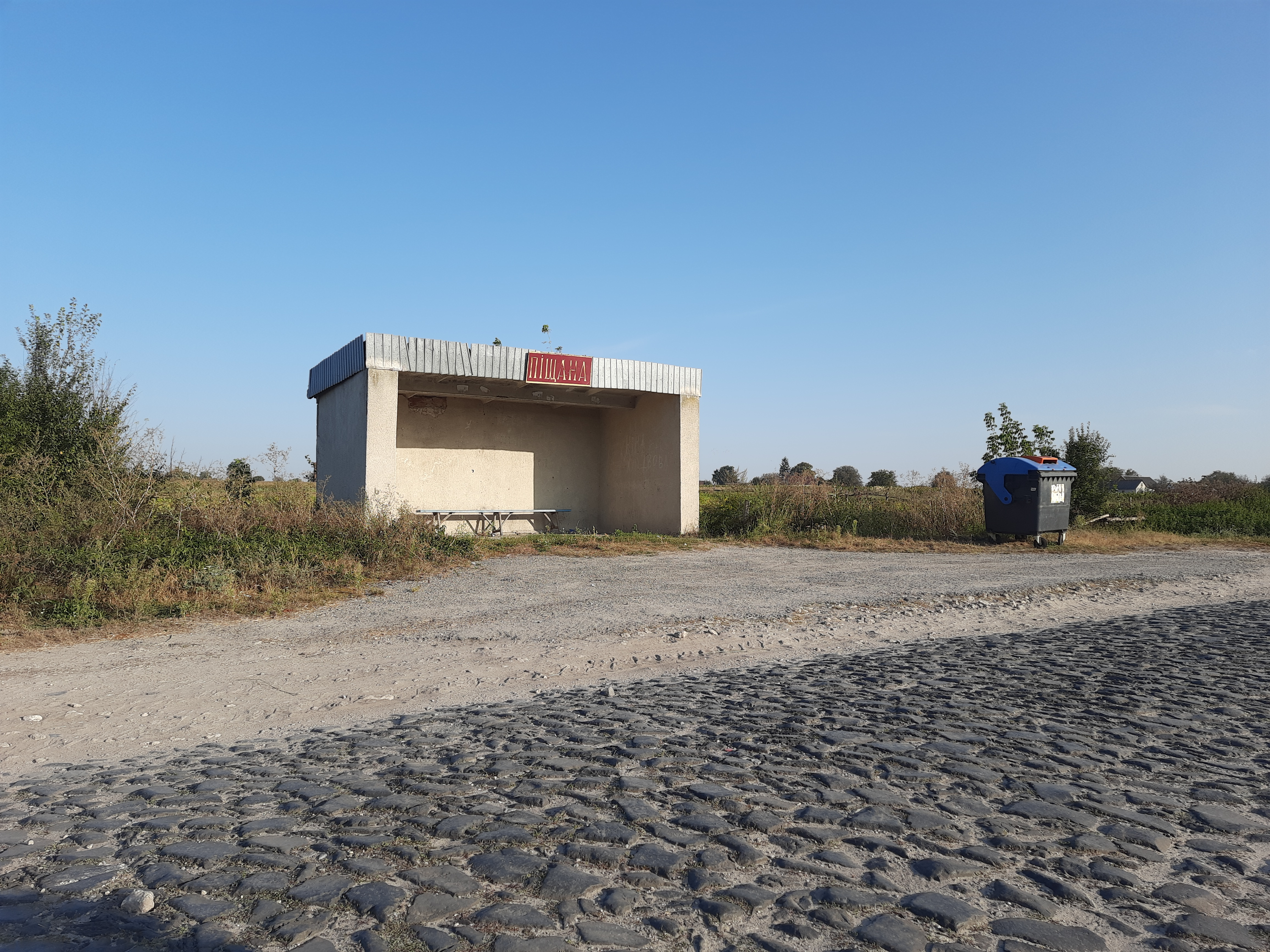
Автобусна зупинка
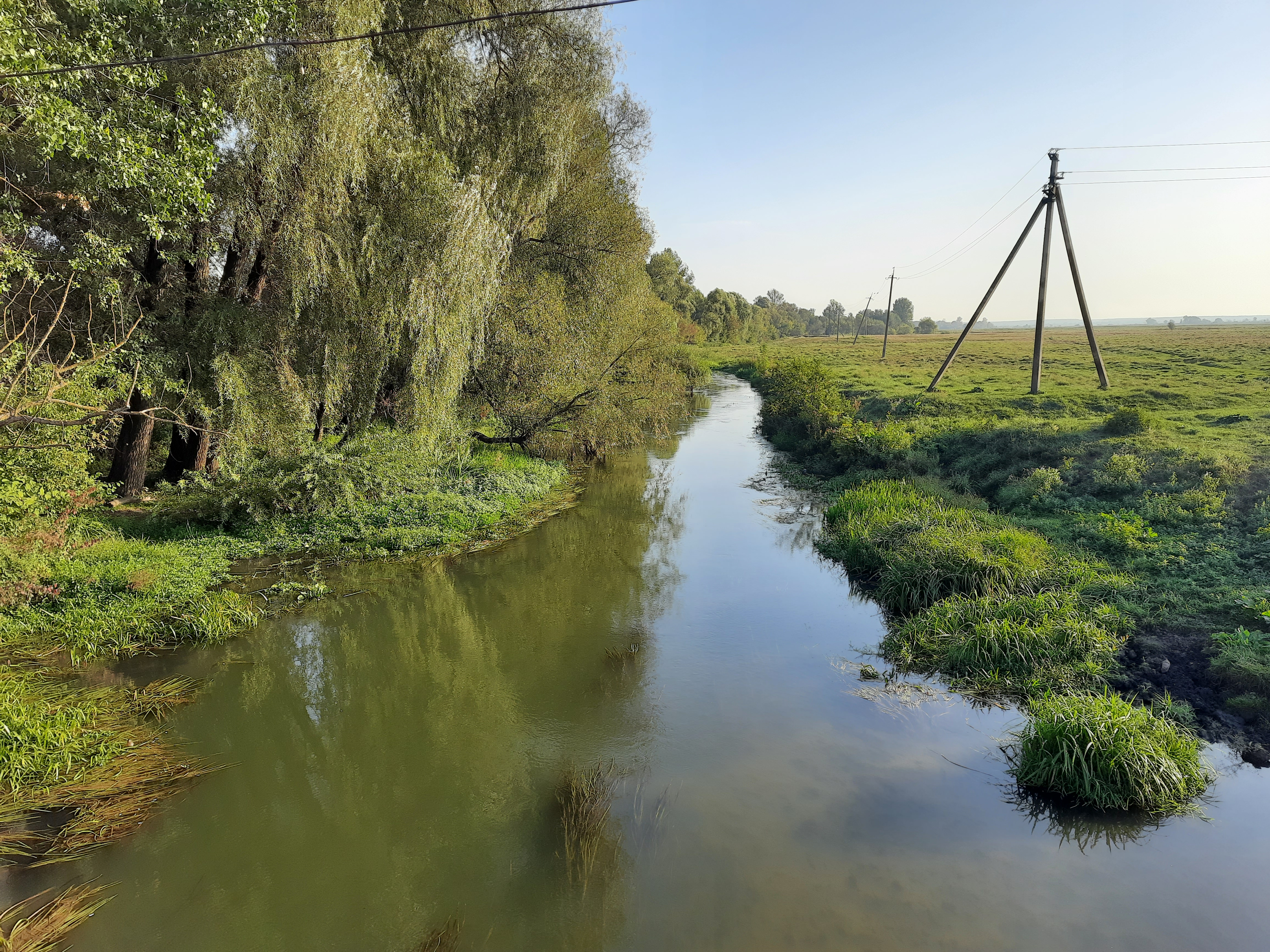
Річка Іква біля села
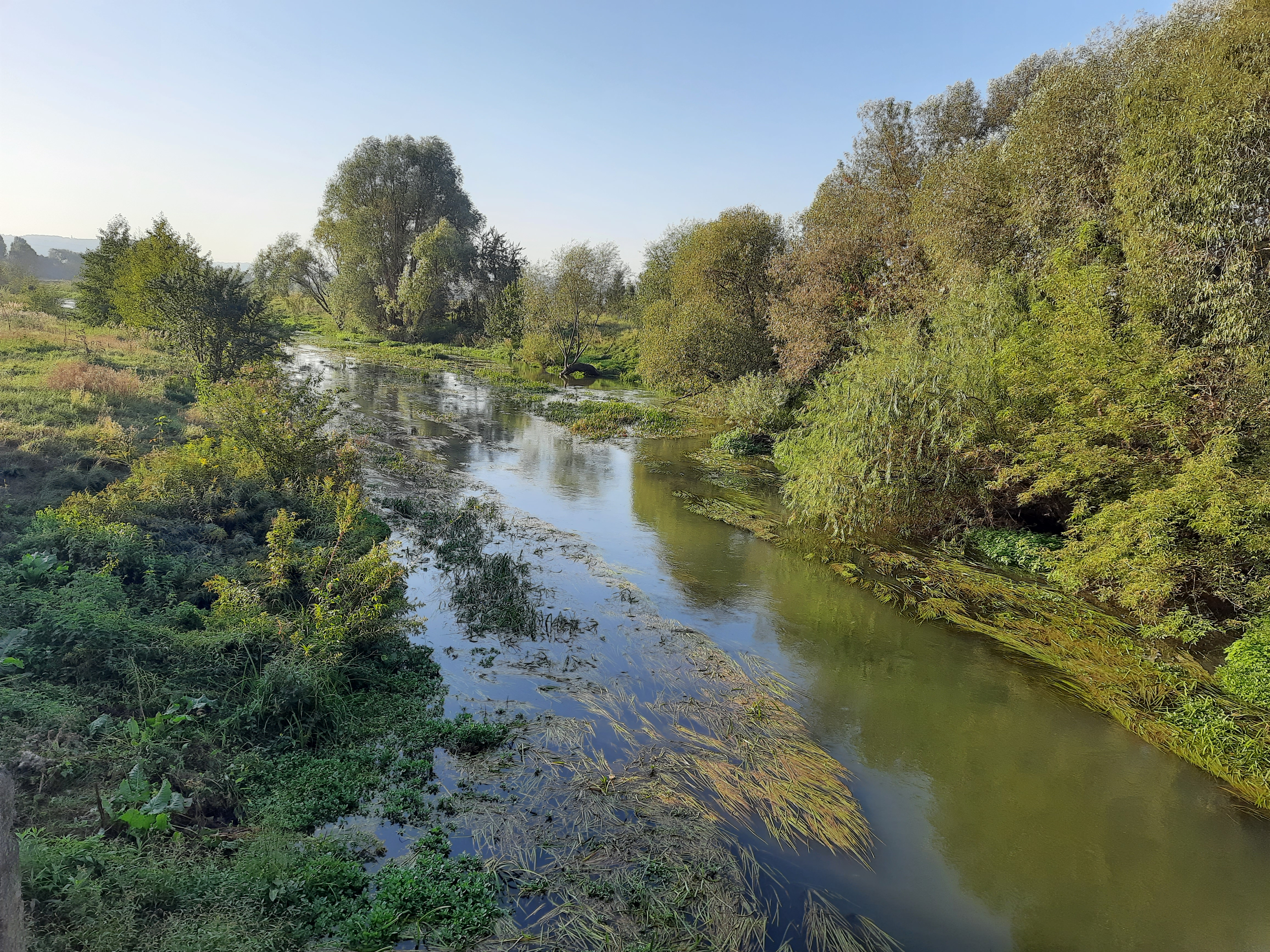
Річка Іква біля села